# Hemioplisis moneta
Hemioplisis moneta là một loài bướm đêm trong họ Geometridae.